# White House Down
White House Down ist ein US-amerikanischer Action-Thriller des Regisseurs Roland Emmerich aus dem Jahr 2013. In den Hauptrollen sind Channing Tatum, Jamie Foxx und Maggie Gyllenhaal zu sehen. Seine Weltpremiere hatte der Film am 26. Juni 2013 in Indonesien. In Deutschland kam der Film am 5. September 2013 in die Kinos, in Österreich am darauf folgenden Tag. Finanziell war der Film ein Flop, Sony sah in ihm den Hauptgrund für die großen Verluste von Sony Pictures Entertainment im Sommer 2013.

## Handlung
Der U.S. Capitol Police Officer John Cale, der für den Sprecher des Repräsentantenhauses Eli Raphelson arbeitet, hat sich vergeblich bei seiner ehemaligen Schulkameradin, der Secret-Service-Agentin Carol Finnerty, um einen Job als Personenschützer für den US-Präsidenten James W. Sawyer beworben. Seiner elfjährigen Tochter Emily, die ihn bei seinem Vorstellungsgespräch begleitet, möchte er im Anschluss zumindest eine Besichtigungstour durch das Weiße Haus in Washington, D.C. bieten. Derweil wird das Weiße Haus von einer schwerbewaffneten paramilitärischen Einheit unter der Führung von Emil Stenz angegriffen, die sich als Kinotechniker unter dem Vorwand eingeschlichen haben, eine Surroundanlage zu erneuern. Um ein Ablenkungsmanöver zu starten und die Einsatzkräfte andernorts zu binden, sprengen sie die Kuppel des drei Kilometer entfernten Kapitols, wobei diese zerstört wird. Mit Hilfe von Martin Walker, der Chef des Secret Service ist und in einer Woche in den Ruhestand gehen soll, bringen sie das Weiße Haus unter ihre Kontrolle. Ihr vorgebliches Ziel ist es, 400 Millionen US-Dollar in Bargeld zu erpressen, die in der US-Notenbank lagern.
Cale trifft auf der Suche nach seiner Tochter, die auf der Toilette war, auf den Präsidenten und kann nun unter Beweis stellen, dass er doch als Bodyguard geeignet ist. Gemeinsam versuchen sie, den Eindringlingen im Weißen Haus zu entkommen und Cales Tochter mit weiteren 60 Geiseln aus deren Händen zu befreien. Sie schlagen sich zur gepanzerten Präsidentenlimousine durch und versuchen, das Gelände zu verlassen, werden jedoch durch schweren Beschuss daran gehindert. Da mehrere Schießereien und Explosionen auf dem Gelände registriert werden, geht der Generalstab vom Tod des Präsidenten aus. Gemäß dem 25. Zusatzartikel zur Verfassung wird Vizepräsident Alvin Hammond als dessen Nachfolger vereidigt, der mit der Air Force One auf dem Weg nach Washington ist.
Es stellt sich heraus, dass Sicherheitschef Walker schwer an Krebs erkrankt ist, voraussichtlich nur noch drei Monate zu leben hat, und sein eigentliches Motiv darin besteht, sich für den Tod seines Sohnes zu rächen. Dieser war Soldat und kam bei einer geheimen Mission im Iran ums Leben. Drei Black-Hawk-Hubschrauber mit Delta-Force-Soldaten, die das Weiße Haus stürmen sollen, werden frühzeitig entdeckt und mit Flugabwehrraketen abgeschossen.
Die Eindringlinge haben mit Unterstützung des Computerspezialisten Skip Tyler die Firewalls des NORAD-Systems geknackt und schießen die Air Force One mit einer aus einem Silo gestarteten Rakete ab, wobei alle Passagiere getötet werden. Als Nachfolger Alvin Hammonds wird nun Eli Raphelson zum Präsidenten ernannt. Um einen Dritten Weltkrieg zu verhindern, ordnet er nun die Bombardierung des Weißen Hauses durch drei F-22-Raptor-Kampfjets an.
Um Cale und Sawyer zur Aufgabe zu bewegen, droht Walker damit, Emily im Oval Office zu töten, worauf sich Sawyer ergibt. Inspiriert von einem Gemälde, das den historischen Brand des Weißen Hauses von 1814 zeigt, legt Cale in der Präsidentenwohnung Feuer, worauf im ganzen Haus die Sprinkleranlage aktiviert wird. Es gelingt ihm, die Geiseln zu befreien. Nun will Walker 24 Atomraketen aus einem U-Boot auf den Iran abfeuern. Er schlägt Sawyer bei einem Handgemenge bewusstlos, legt dessen Hand auf einen Scanner, bekommt so Zugriff auf das Kontrollsystem und beginnt die Abschusscodes einzugeben. Sawyer erlangt sein Bewusstsein wieder und versucht, Walker am Abschuss der Atomraketen zu hindern, wird jedoch von ihm niedergeschossen. Cale kämpft sich zum Oval Office durch und schafft es, Stenz mit einem Gürtel aus Handgranaten in die Luft zu sprengen. Als Walker erneut versucht, den Abschuss einzuleiten, bricht Cale mit einem schweren SUV durch die Wand in das Oval Office und erschießt Walker in letzter Sekunde mit einer Minigun. Emily hört aus dem Fernseher, dass die F-22 Raptor inzwischen im Anflug sind. Sie stürzt, die Präsidentenflagge vor sich schwingend, vor das Gebäude und verhindert so im letzten Moment den Abwurf der Bomben, da die Piloten beim Anblick des Mädchens den Angriff abbrechen. Cale eilt Sawyer zu Hilfe, dessen Taschenuhr das Projektil aus Walkers Waffe abgefangen hat. Sie sprechen sich ab, Sawyers Überleben vorerst zu verheimlichen.
Carol Finnerty hat inzwischen herausgefunden, dass Raphelson an dem Komplott beteiligt ist. Nachdem dieser mit einem Hubschrauber im Weißen Haus eingetroffen ist, stellt ihn Cale zur Rede und wirft ihm die Übermittlung der Abschusscodes auf Walkers Pager vor. Er bringt Raphelson dazu, in Gegenwart der Anwesenden seine Beteiligung zuzugeben, die der Waffen-Lobby durch einen Krieg ein lukratives Geschäft verschafft hätte. Nun taucht Sawyer auf und lässt Raphelson verhaften.
Als Sawyer den Marine-One-Hubschrauber besteigt, fordert er Cale auf, ihn als sein neuer Leibwächter zu begleiten. Cale, Emily und Finnerty fliegen auf Wunsch des Präsidenten vom Kapitol aus im Tiefflug über das Gewässer des Reflecting Pools auf das Lincoln Memorial zu und verschwinden in der Ferne.

## Produktion

### Entstehungsgeschichte
White House Down wurde mit einem Budget von geschätzten 150 Millionen US-Dollar produziert. Der Film wurde in Montreal, Kanada und Washington, D.C., Vereinigte Staaten gedreht.
Mit Olympus Has Fallen – Die Welt in Gefahr kam wenige Monate zuvor ein thematisch ähnlicher Film in die Kinos.

### Synchronisation
Die deutsche Synchronbearbeitung entstand bei der Interopa Film GmbH in Berlin. Die Synchronregie führte Axel Malzacher.
| Rolle                     | Schauspieler      | Deutscher Synchronsprecher |
| ------------------------- | ----------------- | -------------------------- |
| John Cale                 | Channing Tatum    | Daniel Fehlow              |
| Präsident James W. Sawyer | Jamie Foxx        | Charles Rettinghaus        |
| Carol Finnerty            | Maggie Gyllenhaal | Tanja Geke                 |
| Emil Stenz                | Jason Clarke      | Tobias Kluckert            |
| Martin Walker             | James Woods       | Frank Glaubrecht           |
| Eli Raphelson             | Richard Jenkins   | Bodo Wolf                  |
| Emily Cale                | Joey King         | Fridoline Domanowski       |
| Melanie Cale              | Rachelle Lefèvre  | Maria Koschny              |
| Alvin Hammond             | Michael Murphy    | Christian Rode             |
| Skip Tyler                | Jimmi Simpson     | Gerrit Schmidt-Foß         |
| Carl Killick              | Kevin Rankin      | Michael Deffert            |
| General Caulfield         | Lance Reddick     | Jan Spitzer                |
| Colonel Cameron           | Faber Dewar       | Erich Räuker               |
| Captain Hutton            | Anthony Lemke     | Johannes Berenz            |
| Donnie, der Tour-Guide    | Nicolas Wright    | Norman Matt                |
| First Lady Alison Sawyer  | Garcelle Beauvais | Victoria Sturm             |
| Agent Hope                | Jake Weber        | Peter Flechtner            |
| Agent Kellerman           | Matt Craven       | Frank Röth                 |
| Motts                     | Falk Hentschel    | Tommy Morgenstern          |

### Filmmusik
Die folgenden Musikstücke werden während des Films gespielt:
1. Spanish Flea – Interpretiert von Herb Alpert & the Tijuana Brass
2. Chevy Knights – Interpretiert von He Met Her
3. For He’s a Jolly Good Fellow
4. Beethovens 5. Sinfonie in c-Moll, op. 67 – Interpretiert von Richard Edlinger und dem Zagreber Philharmonic Orchester
5. Beethovens 7. Sinfonie in A-Dur, op. 92 – Interpretiert von Helmut Müller-Brühl und dem Kölner Kammerorchester
6. Beethovens Klavierkonzert Nr. 3 in c-Moll, op. 37 – Interpretiert von Henri Sigfridsson, Helmut Müller-Brühl und dem Kölner Kammerorchester
7. Street Fighting Man – Interpretiert von The Rolling Stones

Der Soundtrack wurde von Thomas Wander und Harald Kloser komponiert. Die Gesamtspielzeit der Soundtracks beträgt 47:10.
1. White House Down Opening Theme – 4:52
2. Birdfeeder – 1:26
3. Arrival At The White House – 1:44
4. Give Me A Chance – 1:56
5. Let’s Go – 3:45
6. Elevator Chase – 2:08
7. Work To Do – 1:10
8. Satellite Phone – 1:38
9. Fighting Vadim – 1:28
10. Emily Is On TV – 1:45
11. Dumbwaiter – 1:30
12. Facial Recognition – 1:50
13. Daughters & Finnerty’s Plan – 2:26
14. Which Direction – 2:24
15. Cale’s On The Roof – 0:48
16. We Are A Go – 1:06
17. Ground Impact Confirmed – 2:27
18. You Have 8 Minutes – 1:16
19. After The Fire – 1:28
20. Gonna Shoot Me? – 1:53
21. Two Minutes To Target – 1:29
22. White House Down End Theme – 2:56
23. Chevy Knights (Mickey & Mallory) (Interpretiert von He Met Her) – 4:01

## Rezeption

### Kritiken
„White House Down ist nicht der beste Actionfilm des Jahres. Es ist nicht einmal der beste ‚Stirb-langsam-im-Weißen-Haus‘-Film von 2013. Roland Emmerichs Gespür für großangelegte Actionszenen und das dynamische Duo von Channing Tatum und Jamie Foxx sorgen aber dafür, dass trotz unnötiger Überlänge, einiger fragwürdiger Spezialeffekte und asteroidengroßer Logiklöcher, der Film immer noch meilenweit besser ist als das letzte Stirb-langsam-Sequel.“

„Wenn die Armee stur wie die Panzer aufmarschiert, sieht man: Die nehmen die Sache tierisch ernst. Und das tut auch Emmerich. Patriotischer als der Wahlamerikaner aus Stuttgart kann man in Washington nicht sein.“

„[…] Wenn dann zum Abspann von White House Down ausgerechnet Street Fighting Man von den Stones ertönt, verspürt man einerseits mit leichtem Schmerz einen Fehlgriff, andererseits aber auch die wohlwollende Gewissheit, dass der Film an das erzählerische Koordinatensystem, in dem dies der passende Abschlusssong wäre, tatsächlich glaubt. Und dieses gemischte Gefühl ist durchaus typisch für die Rezeption eines Emmerich-Films und trägt einen gar nicht mal so schlecht durch zwei rasante Kinostunden.“

„Actionthriller, in dem Roland Emmerich die Versatzstücke seines Heldenarsenal wie aus dem Scherenschnittkatalog mit der ‚Stirb langsam‘-Dramaturgie vereint. Ein zerstörungswütiges Spektakel ohne Überraschungen, aber mit viel Patriotismus und äußerst simplem Politikverständnis.“

### Einspielergebnis
In den Vereinigten Staaten spielte der Film am Eröffnungswochenende, dem 28. Juni 2013, 25 Millionen US-Dollar an den Kinokassen ein, das gesamte weltweite Einspielergebnis lag bei etwas über 205 Mio. US-Dollar. Im Jahr 2013 wurden bundesweit 1.196.547 Besucher an den deutschen Kinokassen gezählt, womit der Film den 26. Platz der meistbesuchten Filme des Jahres belegte.

### Auszeichnungen
- 2014: Jupiter in der Kategorie Bester internationaler Darsteller für Channing Tatum